# Ronde van Spanje 1973
De 28e editie van de Ronde van Spanje ging op 26 april 1973 van start in Calp, in het oosten van Spanje. Na 3061 kilometer en 17 etappes werd op 13 mei in San Sebastian gefinisht. De ronde werd gewonnen door de Belg Eddy Merckx.
De enige Nederlander in de koers, Gerben Karstens, fietsend voor Rokado en viervoudig etappewinnaar en op dat moment leider in het puntenklassement, stapte voor de start van etappe 15b uit de koers uit protest tegen de regel dat de eindwinnaar van dit klassement bij de eerste 20 in het eindklassement diende te eindigen wilde hij in aanmerking komen voor de bijbehorende bonus.

## Eindklassement
Eddy Merckx werd winnaar van het eindklassement van de Ronde van Spanje van 1973 met een voorsprong van 3 minuten en 46 seconden op Luis Ocaña. In de top tien eindigden zes Spanjaarden.
| rang | renner            | land      | ploeg      | tijd       |
| ---- | ----------------- | --------- | ---------- | ---------- |
| 1    | Eddy Merckx       | België    | Molteni    | 84u 40'50" |
| 2    | Luis Ocaña        | Spanje    | Bic        | + 3'46"    |
| 3    | Bernard Thévenet  | Frankrijk | Peugeot-BP | + 4'16"    |
| 4    | José Pesarrodona  | Spanje    | Kas-Kaskol | + 5'54"    |
| 5    | Pedro Torres      | Spanje    | La Casera  | + 7'29"    |
| 6    | Joaquim Agostinho | Portugal  | Bic        | + 8'15"    |
| 7    | Agustín Tamames   | Spanje    | La Casera  | + 9'15"    |
| 8    | Luis Balagué      | Spanje    | La Casera  | + 12'26"   |
| 9    | Roger Swerts      | België    | Molteni    | + 13'27"   |
| 10   | Jesús Manzaneque  | Spanje    | La Casera  | + 15'01"   |

## Etappe-overzicht
| Etappe  | Datum    | Van - naar                      | Km         | Etappewinnaar           | Klassementsleider |
| ------- | -------- | ------------------------------- | ---------- | ----------------------- | ----------------- |
| Proloog | 26 april | Calp                            | 6 (ITT)    | Eddy Merckx             | Eddy Merckx       |
| 1       | 27 april | Calp - Murcia                   | 187        | Pieter Nassen           | Eddy Merckx       |
| 2       | 28 april | Murcia - Albacete               | 156        | Gerben Karstens         | Gerben Karstens   |
| 3       | 29 april | Albacete - Alcázar de San Juan  | 146        | Pieter Nassen           | Gerben Karstens   |
| 4       | 30 april | Alcázar de San Juan - Cuenca    | 169        | Joseph De Schoenmaecker | José Pesarrodona  |
| 5       | 1 mei    | Cuenca - Teruel                 | 191        | Gerben Karstens         | José Pesarrodona  |
| 6a      | 2 mei    | Teruel - La Pobla de Farnals    | 150        | Roger Swerts            | José Pesarrodona  |
| 6b      | 2 mei    | La Pobla de Farnals             | 5 (TTT)    | Molteni                 | José Pesarrodona  |
| 7       | 3 mei    | La Pobla de Farnals - Castellón | 165        | Gerben Karstens         | José Pesarrodona  |
| 8       | 4 mei    | Castellón - Calafell            | 245        | Eddy Merckx             | José Pesarrodona  |
| 9a      | 5 mei    | Calafell - Barcelona            | 80         | Juan Manuel Santisteban | José Pesarrodona  |
| 9b      | 5 mei    | Barcelona                       | 37,9 (ITT) | Jacques Esclassan       | José Pesarrodona  |
| 10      | 6 mei    | Barcelona - Ampuriabrava        | 171        | Eddy Merckx             | José Pesarrodona  |
| 11      | 7 mei    | Ampuriabrava - Manresa          | 225        | Bernard Thévenet        | Eddy Merckx       |
| 12      | 8 mei    | Manresa - Zaragoza              | 259        | Gerben Karstens         | Eddy Merckx       |
| 13      | 9 mei    | Mallén - Irache                 | 175        | Domingo Perurena        | Eddy Merckx       |
| 14      | 10 mei   | Irache - Bilbao                 | 182        | Juan Zurano             | Eddy Merckx       |
| 15a     | 11 mei   | Bilbao - Torrelavega            | 154        | Eddy Peelman            | Eddy Merckx       |
| 15b     | 11 mei   | Torrelavega                     | 17,4 (ITT) | Eddy Merckx             | Eddy Merckx       |
| 16      | 12 mei   | Torrelavega - Miranda de Ebro   | 203        | Eddy Merckx             | Eddy Merckx       |
| 17a     | 13 mei   | Miranda de Ebro - Tolosa        | 127        | Eddy Peelman            | Eddy Merckx       |
| 17b     | 13 mei   | Hernani - San Sebastián         | 10,5 (ITT) | Eddy Merckx             | Eddy Merckx       |